# (6665) Kagawa
(6665) Kagawa ist ein Asteroid des Hauptgürtels der am 14. Februar 1993 von Takeshi Urata am Nihondaira-Observatorium (Sternwarten-Code 385) in der Präfektur Shizuoka entdeckt wurde.
Der Asteroid wurde am 6. Januar 2003 nach dem japanischen Amateurastronomen Tetsuo Kagawa (* 1969) benannt.